# Kenta Chiba
Kenta Chiba (4 aprile 1996) è un ginnasta giapponese.

## Biografia
E' allenato dal tecnico Mutsumi Harada, che rappresentò il Giappone ai Giochi olimpici estivi di Sydney 2000. La sua squadra di club è l'Università Juntendō.
Nel 2014 e nel 2015 ha ricevuto l'Osaka Sports Excellence Award.
All'Universiade di Taipei 2017 ha vinto la medaglia d'oro nel concorso a squadre, gareggiando con Tomomasa Hasegawa, Yuya Kamoto, Shogo Nonomura e Wataru Tanigawa.
Ai Giochi asiatici di Giacarta 2018 ha vinto la medaglia d'argento nel concorso a squadre e quella di bronzo nelle parallele simmetriche. Ha raggiunto la finale sia nella sbarra nel cavallo con maniglie.

## Palamarès
- Universiadi

Taipei 2017: oro nel concorso a squadre;
- Giochi asiatici

Giacarta 2018: argento nel concorso a squadre; bronzo nelle parallele simmetriche;